# Aleksandra Wozniaková
Aleksandra Wozniaková (* 7. září 1987, v Montrealu, Kanada) je bývalá kanadská profesionální tenistka. Ve své dosavadní kariéře vyhrála 1 turnaj WTA ve dvouhře.

## Finálové účasti na turnajích WTA (3)

### Dvouhra - výhry (1)
| Legenda                     |
| Kategorie Tier II (1)       |
| Kategorie Premier (0)       |
| Kategorie International (0) |

| Č. | Datum             | Turnaj        | Povrch | Soupeřka ve finále | Výsledek |
| 1. | 20. červenec 2008 | Stanford, USA | tvrdý  | Marion Bartoliová  | 7-5, 6-3 |

### Dvouhra - prohry (2)
| Legenda                     |
| Kategorie Tier IV (1)       |
| Kategorie International (1) |

| Č. | Datum           | Turnaj                 | Povrch | Vítězka            | Výsledek |
| 1. | 20. květen 2007 | Fès, Maroko            | antuka | Milagros Sequerová | 6-1, 6-3 |
| 2. | 12. duben 2009  | Ponte Vedra Beach, USA | antuka | Caroline Wozniacká | 6-1, 6-2 |

## Fed Cup
Aleksandra Wozniaková se zúčastnila 28 zápasů ve Fed Cupu za tým Kanady s bilancí 25-6 ve dvouhře a 7-1 ve čtyřhře.

## Postavení na žebříčku WTA na konci sezóny

### Dvouhra
| Rok    | 2002 | 2003   | 2004   | 2005   | 2006  | 2007   | 2008  | 2009  |
| Pořadí | 569. | ▼ 878. | ▲ 491. | ▲ 190. | ▲ 91. | ▼ 130. | ▲ 34. | ▼ 35. |

### Čtyřhra
| Rok    | 2005 | 2006   | 2007   | 2008   | 2009   |
| Pořadí | 465. | ▲ 300. | ▼ 419. | ▼ 961. | ▲ 218. |